# Exocentrus actinophorae
Exocentrus actinophorae är en skalbaggsart som beskrevs av Fisher 1934. Exocentrus actinophorae ingår i släktet Exocentrus och familjen långhorningar. Inga underarter finns listade i Catalogue of Life.